# Terebella parvabranchiata
Terebella parvabranchiata är en ringmaskart som beskrevs av Treadwell 1906. Terebella parvabranchiata ingår i släktet Terebella och familjen Terebellidae. Inga underarter finns listade i Catalogue of Life.